# Баумтрог, Августин Иванович
Августин Иванович Баумтрог (1883, село Мариенталь (Тонкошкуровка) Новоузенского уезда Самарской губернии, Поволжье — март 1937, Соловецкий лагерь особого назначения) — католический священник.

## Биография
Родился в семье немцев-колонистов в с. Мариенталь (по другим сведениям — с. Кустарева-Краснорыновка). Окончил Тираспольскую римско-католическую духовную семинарию в Саратове. С 1909 — священник. В 1911 окончил Инсбрукский университет (Австрия). С 1911 — викарий прихода в Саратове. В 1912—1917 гг. — префект Саратовской духовной семинарии. В 1914—1917 гг. — настоятель прихода в с. Рождественское (Ставропольский край) (Фюрстендорф) в Кубанской области. В 1917—1919 гг. — настоятель прихода в с. Мариенталь и одновременно администратор прихода Мариенбург деканата Ровное Самарской губернии.
В 1917 принимал активное участие в организации «Народного союза немецких католиков Поволжья» («Der Volksverein für die deutschen Katholiken an der Wolga»). Осенью 1917 — весной 1918 — редактор газеты «Deutsche Stimmen» («Немецкие голоса»), издававшейся в Мариентале Народным союзом немецких католиков Поволжья.
В 1922—1926 гг. — настоятель прихода в Астрахани. С августа 1926 — апостольский администратор северной части Тираспольской епархии. В 1926 Баумтрог обратился в Министерство иностранных дел Германии с просьбой помочь в издании сборника церковных песен. В июне 1929 посетил немецкое посольство в Москве, где обсуждал возможность эмиграции в Германию немецкого католического духовенства Поволжья.
13 августа 1930 арестован в Саратове по групповому делу немецкого католического духовенства Поволжья. Обвинялся в антисоветской и контрреволюционной деятельности, а также в шпионаже в пользу Германии и Ватикана. 20 апреля 1931, по Постановлению Коллегии ОГПУ, приговорён, как «руководитель контрреволюционной фашистской организации», к высшей мере наказания — расстрелу с заменой на 10 лет исправительно-трудовых лагерей, умер на Соловецких островах в марте 1937.